# Латцель, Роберт
Роберт Латцель (нем. Robert Latzel; 28 октября 1845, Uhelná — 15 декабря 1919, Клагенфурт-ам-Вёртерзе) — австрийский зоолог, специалист по систематике многоножек.

## Биография
Родился в дереве Зёргсдорф (ныне Ухельна) в Силезии в многодетной фермерской семье. В 1866 году окончил гимназию в Троппау. В 1872 году получил докторскую степень в Венском университете, затем работал школьным учителем. В 1873 году женился на Хедвиге Хоррах. У них было двое детей, дочь (Эльза) и сын (Роберт). В 1889 году назначен директором Государственной гимназии в Клагенфурте. Умер 15 декабря 1919 года в Клагенфурте. Похоронен на Центральном кладбище в Клагенфурте-Аннабихле.

## Научная деятельность
Известность в научных кругах получил как специалист по систематике многоножек. В период школьных каникул он много путешествовал и собрал большую коллекцию многоножек, кроме того он активно обменивался материалами с другими коллекционерами. Значительную часть его коллекции приобрел Венский музей естественной истории. Его двухтомная работа «Многоножки Австро-Венгерской империи» (нем. Die Myriopoden der österreichischungarischen Monarchie), опубликованная в 1880 и 1884 годах, высоко оценена крупнейшими специалистами по многоножкам своего времени Карлом Аттемсом и Ричардом Хоффманом. Всего в своих работах он описал 157 таксонов (роды, виды и вариететы) многоножек. Он также публиковал сведения по фауне других групп беспозвоночных Каринтии.

## Публикации
Латцель был автором более 30 публикаций, в том числе:
- Latzel R. Beiträge zur Fauna Kärntens. (нем.) // Jahrbuch des naturhistorischen Landes Museums von Kärnten. Herausgegeben von J.L. Canaval.. — 1876. — Nr. 12. — S. 91—124.
- Latzel R. Zwei neue mitteleuropäische Arten der Gattung Lithobius Leach (нем.) // Zoologischer Anzeiger, III. — 1880. — Bd. 55. — S. 225—226.
- Latzel R. Die Myriopoden der Österreichisch-Ungarischen Monarchie. Erste Hälfte: Die Chilopoden (нем.). — Wien: Hölder, 1880. — 228 S.
- Latzel R. Die Myriapoden der  Österreichisch-Ungarischen Monarchie. 2. Hälfte: Die Symphylen, Pauropoden und Diplopoden (нем.). — Wien: Hölder, 1884. — 414 S.
- Latzel R. Zwei neue Myriopoden aus dem Mittelmeergebiete (нем.) // Zoologischer Anzeiger,. — 1990. — Bd. XXIII, Nr. 625. — S. 520—522.
- Latzel R. Neuer Beitrag zur Myriopodenfauna Kärntens (нем.) // Carinthia. — 1911. — Bd. II, Nr. 101. — S. 123—125.